# Dihydroksymetyliden
Dihydroksymetyliden, C(OH)
2 – organiczny związek chemiczny z grupy karbenów. Jest niestabilnym tautomerem kwasu mrówkowego, trwałym w temperaturach kilku kelwinów.

## Otrzymywanie i właściwości
Dihydroksymetyliden otrzymano przez błyskawiczną pirolizę próżniową bezwodnego kwasu szczawiowego:
C
2O
4H
2  →  HO−C−OH + CO
2
Pary kwasu szczawiowego w wysokiej próżni zostały przepuszczone przez rurkę kwarcową ogrzaną do 700 °C, a produkty reakcji zostały natychmiast wychwycone w zestalonym argonie w temperaturze 10 K. W takiej formie dihydroksymetyliden jest stabilny (w przeciwieństwie do monohydroksymetylidenu, H−C−OH, który w takich warunkach izomeryzuje do formaldehydu, HCHO, w wyniku występowania efektu tunelowego) i może być charakteryzowany spektralnie. Alternatywnie można go otrzymać, poddając mieszaninę wodoru i dwutlenku węgla w neonie rozprężaniu naddźwiękowemu w połączeniu z wyładowaniem elektrycznym:
CO
2 + H
2  →  HO−C−OH
Kąt między wiązaniami O−C−O w cząsteczce dihydroksymetylidenu wynosi ok. 107°. Stwierdzono istnienie 3 rotamerów o konformacji grup hydroksylowych s-trans,s-trans (najstabilniejszy), s-trans,s-cis i s-cis,s-cis (najmniej stabilny).
Podwyższenie temperatury prowadzi do rozkładu dihydroksymetylidenu do kwasu mrówkowego, wodoru i dwutlenku węgla, natomiast pod wpływem promieniowania ultrafioletowego o długości fali 254 nm rozpada się na wodę i tlenek węgla:
HO−C−OH  →  H
2O + CO

## Węgliny
Sprzężoną zasadą Brønsteda względem dihydroksymetylidenu jest anion węglinowy o wzorze CO2−
2. W temperaturze 15 K zidentyfikowano węgliny metali alkalicznych (litu, potasu i cezu): Li
2CO
2, K
2CO
2 i Cs
2CO
2. Węgliny te, po ogrzaniu powyżej 15 K, rozkładają się do węglanów, tlenku węgla i szczawianów. Jon węglinowy w obecności tlenu natychmiast przekształca się w węglan (z węglem na IV stopniu utlenienia).
Z widm IR wynika, że jony węglinowe mogą tworzyć się podczas absorpcji tlenku węgla przez tlenek wapnia, tlenek magnezu oraz tlenek ceru(IV). Jako mechanizm tej reakcji zaproponowano wstępne wytworzenie wiązania koordynacyjnego pomiędzy jonem O−
2 na powierzchni CaO lub MgO a atomem węgla cząsteczki CO, a następnie przekształcenie się tego wiązania w kowalencyjne i przeniesienie ładunku na jon węglinowy.